# Daniel Revenu
Daniel Revenu (5. prosince 1942 Issoudun, Francie – 3. ledna 2024) byl francouzský sportovní šermíř, který se specializoval na šerm fleretem.
Francii reprezentoval v šedesátých a sedmdesátých letech. Na olympijských hrách startoval v roce 1964, 1968, 1972 a 1976 v soutěži jednotlivců a družstev. V soutěži jednotlivců získal na olympijských hrách 1964 a 1968 bronzovou olympijskou medaili. V roce 1965 obsadil druhé místo na mistrovství světa v soutěži jednotlivců. S francouzským družstvem fleretistů vybojoval na olympijských hrách 1968 zlatou olympijskou medaili a na olympijských hrách 1964, 1972 a 1976 bronzovou olympijskou medaili. V roce 1971 a 1975 vybojoval s družstvem titul mistrů světa.